# Spiegelwald
Der Spiegelwald ist ein Berg im sächsischen Erzgebirge im Erzgebirgskreis mit 727,7 m ü. NHN Höhe. Er liegt auf dem Gebiet der Stadt Grünhain-Beierfeld nördlich von Schwarzenberg und östlich von Aue. Der Spiegelwald ist ein beliebtes Ausflugsziel mit besonders guter Sicht auf den Erzgebirgskamm und das Schwarzwassertal bei Schwarzenberg.

## Geschichte
Matthes Enderlein nahm an, dass um 1200 die Verbindungswege nach Böhmen gesichert werden mussten. Aus diesem Grund wurden einige Burgen, vor allem aber der Spiegelwald (früher Spähwald genannt) zu einer strategischen Sicherungsstellung aufgebaut.

## Aussichtsturm und Berggasthof

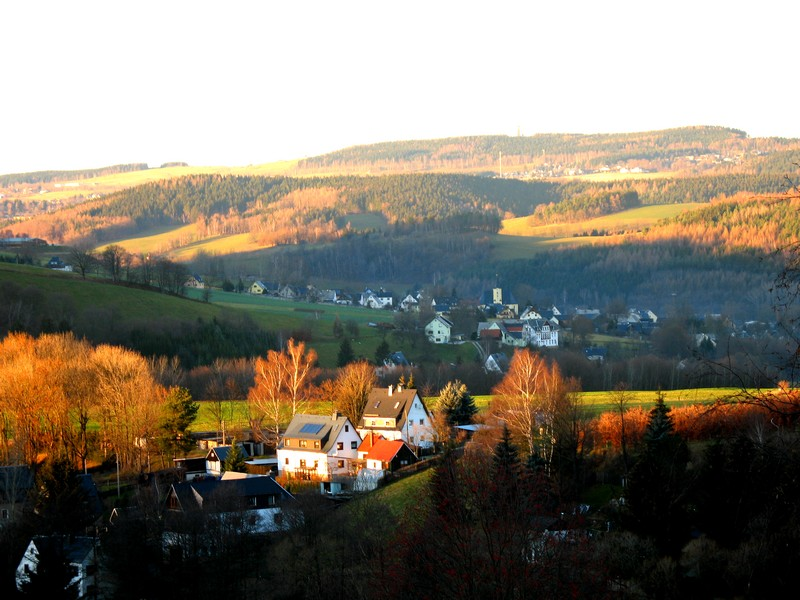
Der Spiegelwald (im Hintergrund) aus südlicher Richtung mit Pöhla und Grünstädtel

Während eines Erzgebirgsbesuchs legte König Albert am 9. Juli 1880 den Grundstein für einen ersten Aussichtsturm. Der 17 Meter hohe gemauerte und vom Baumeister Oscar Puschmann aus Johanngeorgenstadt errichtete Turm wurde am 11. September 1881 wiederum in Gegenwart des Monarchen eingeweiht und erhielt zu seinen Ehren den Namen König-Albert-Turm. Im Jahr 1903 eröffnete auf dem Gipfel ein Berggasthof.
Am Ende des Zweiten Weltkriegs, 1945, beschädigten Tiefflieger den Aussichtsturm, der nach Kriegsende zunächst als Ruine stehen blieb. Wegen Baufälligkeit wurde er schließlich im Jahr 1967 abgerissen.
Nach der deutschen Wiedervereinigung bestand die Möglichkeit eines Neuaufbaus, so dass am 17. November 1999 ein neuer 40 m hoher Turm eröffnet wurde. Er erhielt den Namen seines Vorgängerbaus, König-Albert-Turm, und besitzt eine Aussichtsplattform in 31,5 m Höhe, die wahlweise mit einem behindertengerechten Aufzug oder über 180 Stufen erreicht werden kann.
Ein neuer Berggasthof mit Biergarten und Sonnenterrasse, die Spiegelwaldbaude, wurde im Jahr 2008 in Betrieb genommen.

Der Spiegelwald (rechts im Bild) aus nördlicher Richtung